# Vijadukt Drežnik
Vijadukt Drežnik nalazi se u Karlovcu u Hrvatskoj, zapadno od čvora Karlovac na autocesti A1. To je najduži vijadukt u Hrvatskoj, dug 2 485 metara. Sastoji se od sedam dijelova (225 m + 270 m +4 x 408 m + 358 m), odvojenih dilatacijskim spojevima. Vijadukt je izgradila tvrtka Konstruktor iz Splita kao glavni izvođač radova, te Viadukt i Hidroelektra iz Zagreba kao podizvođači 2000. i 2001. godine.